# Zádorfalva
Zádorfalva é um município da Hungria, situado no condado de Borsod-Abaúj-Zemplén. Tem 13,75 km² de área e sua população em 2015 foi estimada em 445 habitantes.